# 183287 Deisenstein
183287 Deisenstein è un asteroide della fascia principale. Scoperto nel 2002, presenta un'orbita caratterizzata da un semiasse maggiore pari a 2,3998379 UA e da un'eccentricità di 0,1145126, inclinata di 2,25381° rispetto all'eclittica.